# Акведук Понткисиллте
Акведук Понткисиллте (англ. Pontcysyllte Aqueduct, валл. Traphont Pontcysyllte) — судоходный акведук над долиной реки Ди на северо-востоке Уэльса, Великобритания. Акведук, по которому проходит канал Лланголлен, располагается между деревнями Кевн-Маур и Вронкисиллте и является самым длинным и высоким акведуком в Великобритании.
В 2009 году акведук Понткисилте был занесён в список Всемирного наследия ЮНЕСКО как «веха в истории гражданской инженерии эпохи промышленной революции». В решении о внесении акведука в список были особо отмечены его идеальная вписанность в сложный ландшафт и влияние, которое он оказал на последующих мостостроителей.
Спустя более чем 200 лет после своего открытия всё ещё используется и является одним из наиболее загруженных участков канальной сети Великобритании, пропуская около 15 000 лодок в год. Высота канала с обеих сторон долины реки Ди составляет 38 м.

## История

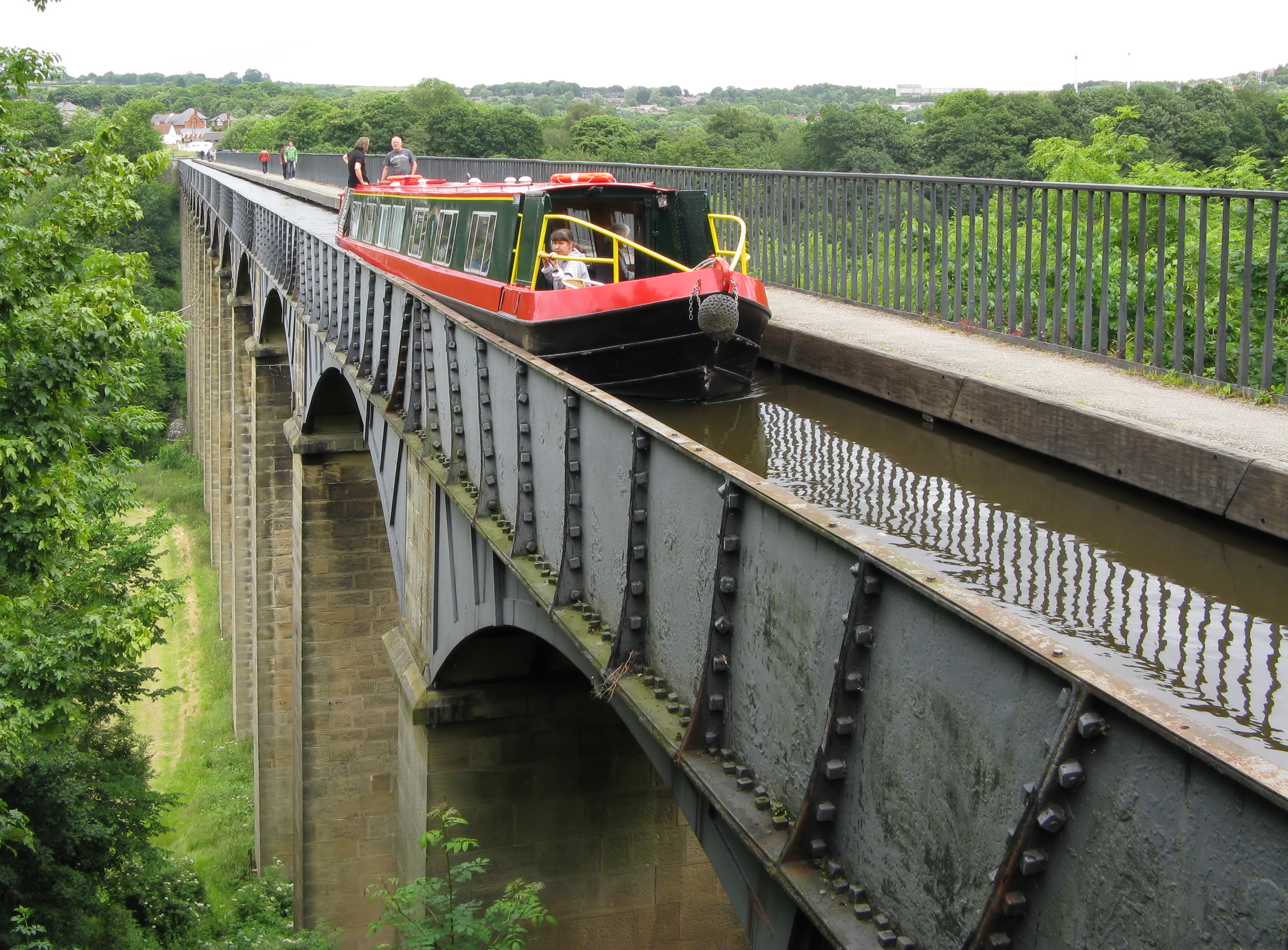
Проплывающая по акведуку лодка

Изначальный план по прокладке канала ниже и строительстве шлюзов был отвергнут по причине чрезмерного расхода воды. Строить акведук небывало большой высоты было поручено инженеру Томасу Телфорду, который работал под началом Уильяма Джессопа, наиболее известного строителя каналов того периода.
Первый камень был заложен 25 июля 1795 года. Опоры строились полыми для уменьшения веса, строительный раствор состоял из извести, воды и бычьей крови. Форма опор клиновидная, у основания их ширина составляет 8 м, в верхней части — 5 м. Вместо традиционного использования камня и глины для строительства самого жёлоба и поддерживающих его арок был выбран чугун. Все детали акведука были произведены на специально созданном железоделательном заводе «Plas Kynaston Ironworks». Всего было построено 19 пролётов суммарной длиной 313 м. Жёлоб имеет глубину 1,6 м и ширину 3,6 м; по одной из его сторон проходит дорожка-бечёвник.
Официальное открытие состоялось 26 ноября 1805 года. Стоимость строительства составила £45 тыс. Вальтер Скотт отзывался об акведуке Понткисиллте как о прекраснейшем произведении искусства.
В январе 1998 года в ходе ремонтных работ вода из акведука объёмом 1,5 млн литров была слита в реку Ди, что собрало большую толпу зрителей. Ремонтные работы также проводились в 2005 году, на 200-летний юбилей.